# 青山北町アパート

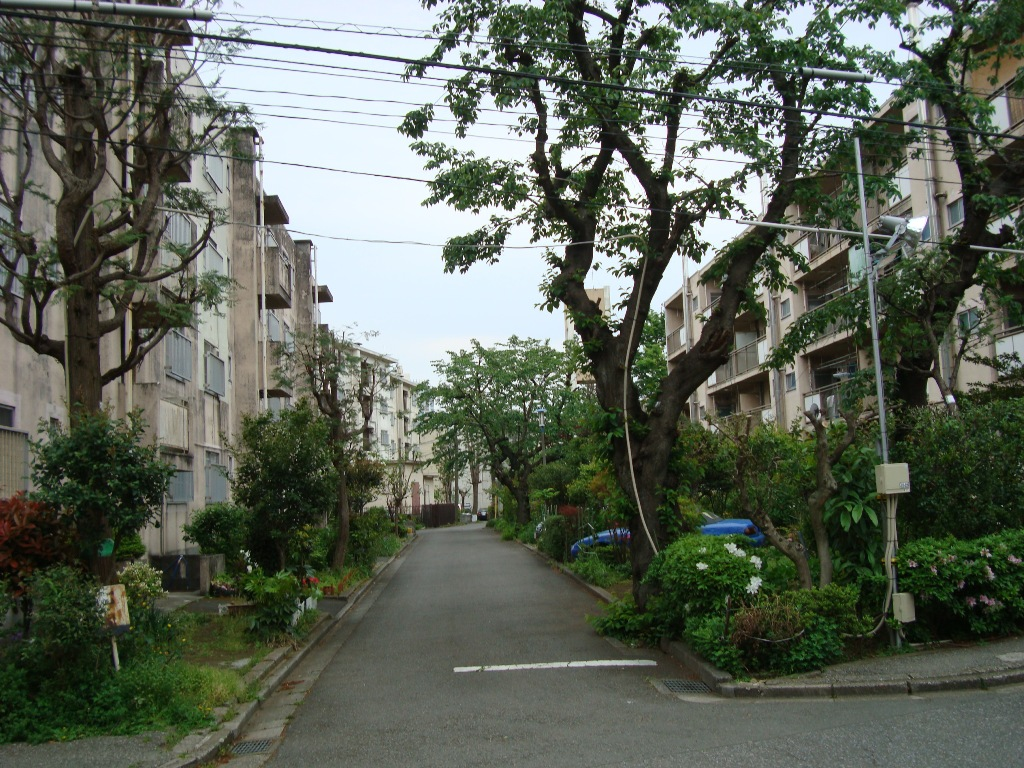
建て替え前の「青山北町アパート」
（2011年4月）

青山北町アパート（あおやまきたまちアパート、青山北町団地）は、東京都港区北青山3丁目にあった都営住宅団地。1957年（昭和32年）から1968年（昭和43年）にかけて建設された。
東京都の再開発事業「北青山三丁目地区まちづくりプロジェクト」により2018年より建て替えが開始され、翌2019年に20階建ての都営北青山三丁目アパートが竣工した。

## 概要
所在地は港区北青山3丁目4ほか。1957年（昭和32年）から1968（昭和43）年にかけて、4階から5階建てのアパートが25棟（586戸）が建設された。全戸が都営住宅である。敷地は青山通り（国道246号）の北側裏手に広がり、約4ヘクタールに及ぶ。
各戸の面積は32 - 52平方メートル、間取りは2DK - 3DKで、建て替え前の2011年時点の管理戸数は376戸であった。また建て替え前は、いずれの建物にもエレベーターは設置されていなかった。
2016年に東京都が青山北町アパートの建て替えと再開発計画を発表、計画には商業施設などの整備も盛り込まれた
。
団地の敷地内には、港区立青山保育園や訪問看護ステーションなどが設置されている。

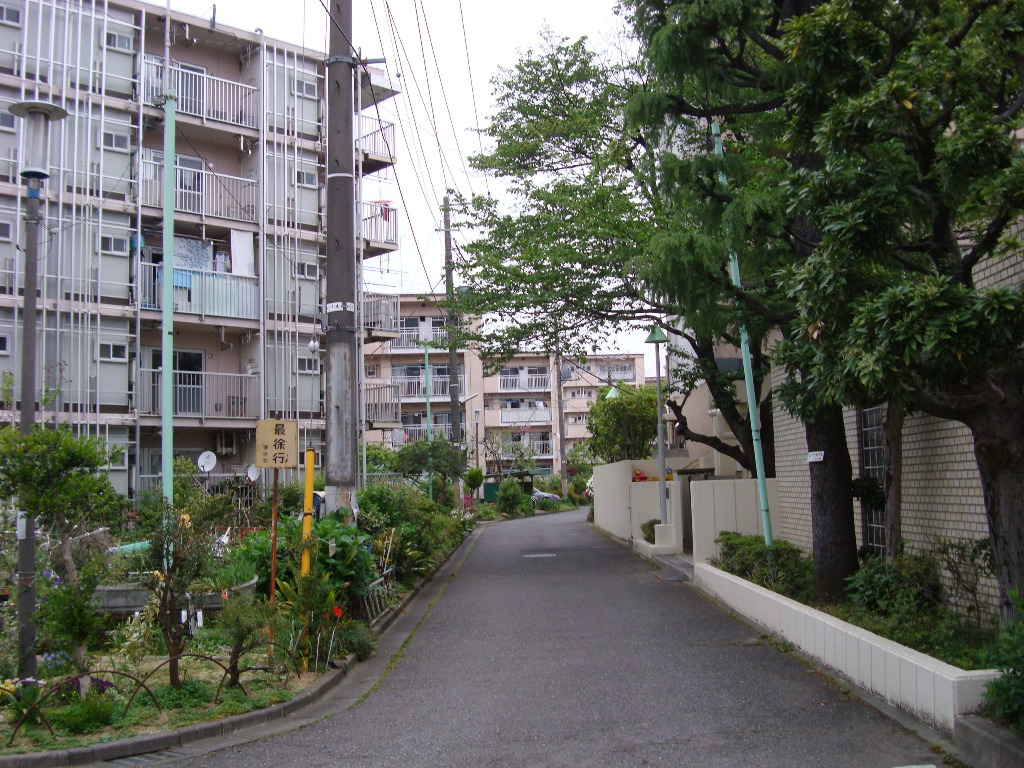
青山北町アパート（左、改築前） 2011年4月
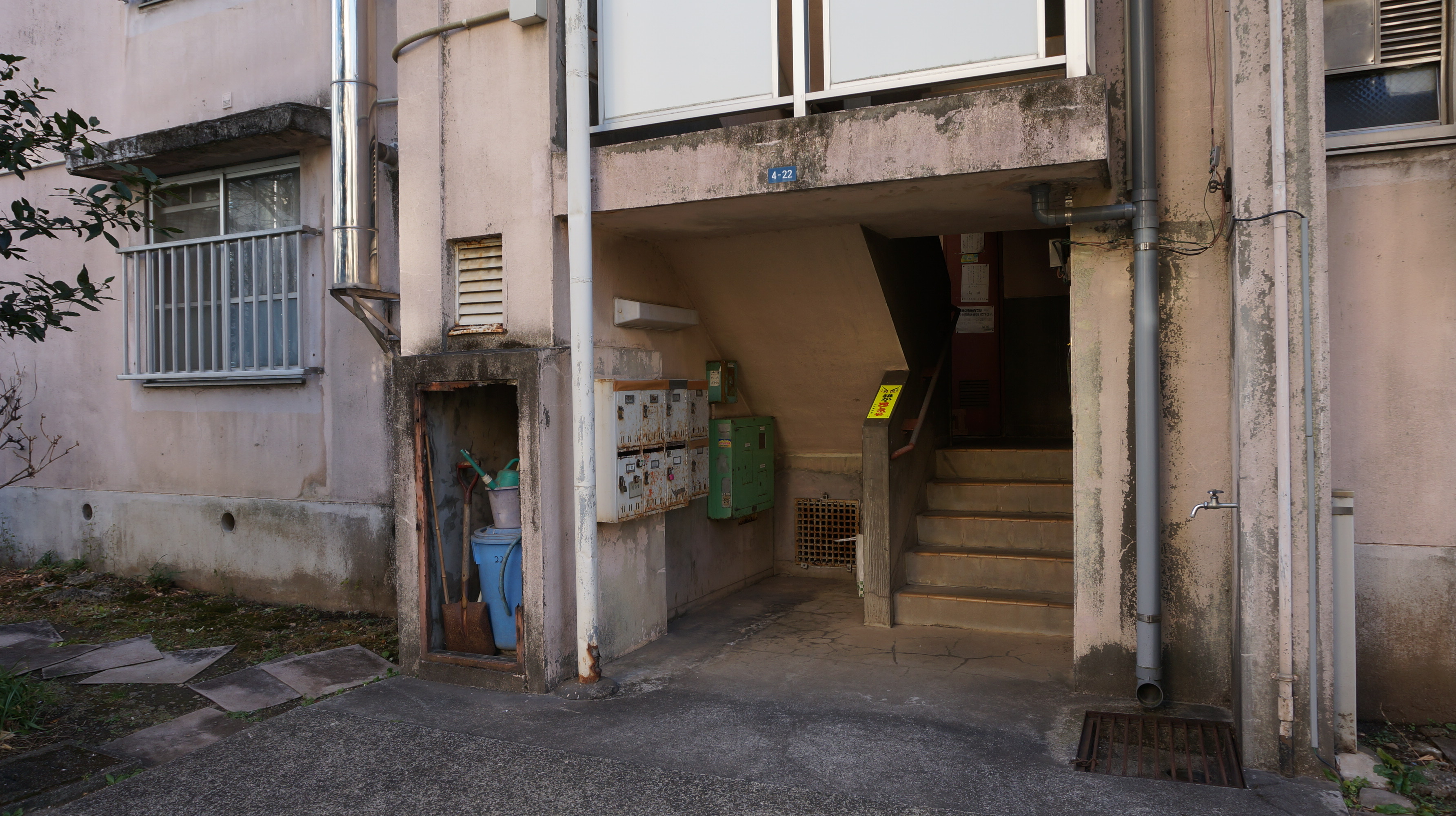
改築前の建屋入口の階段 2019年2月
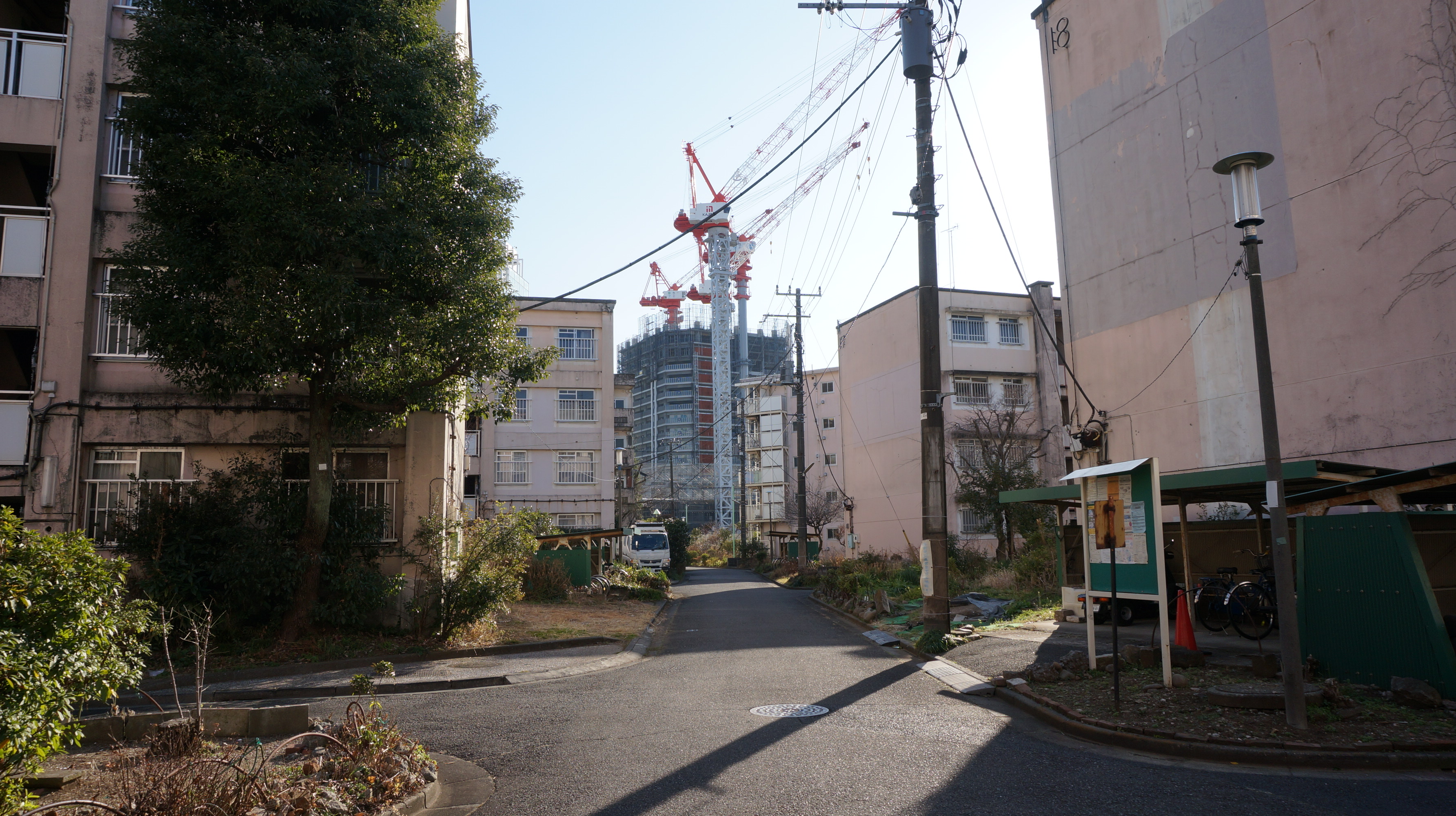
青山北町アパートと、建設中の北青山三丁目アパート（奥） 2019年2月

## 東京府青山師範学校

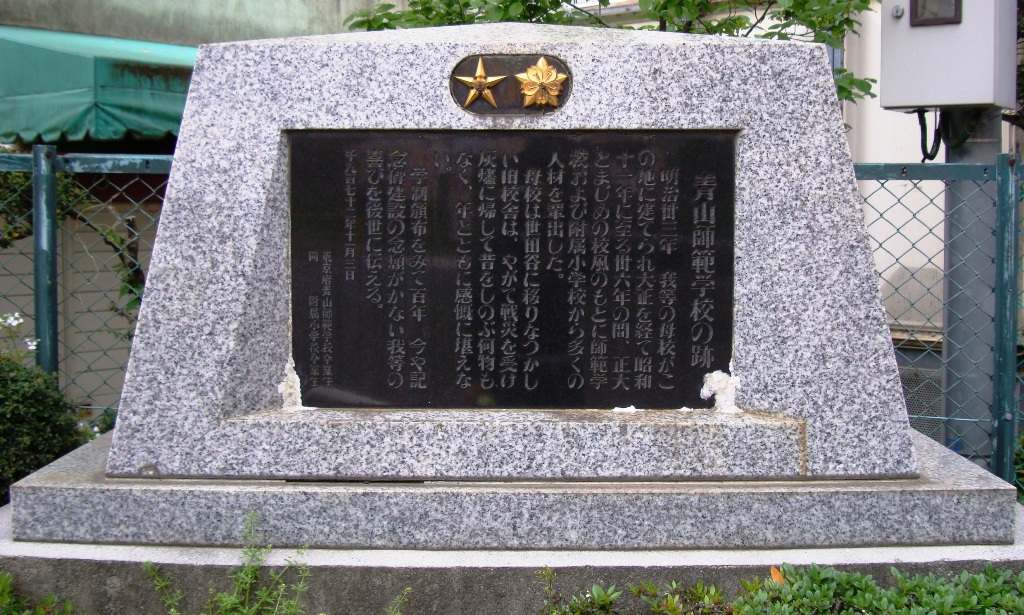
青山師範学校跡の記念碑

青山北町アパートの所在地は、師範学校や東京府立の旧制中学校など、いくつかの学校の跡地である。
初めは1900年（明治33年）、東京府師範学校、および東京府師範学校附属小学校が、それまでの小石川区竹早町からこの地（当時の赤坂区青山北町5丁目）に移転・開校した。1908年（明治41年）には東京府青山師範学校、および東京府青山師範学校附属小学校とそれぞれ改称し、1936年（昭和11年）に下馬町（現在の世田谷区）に移転するまで当地にあった。
師範学校と同附属小学校の移転後には、いくつかの府立新設中学校等が一時的に仮校舎としてこれを使用した。1937年（昭和12年）から翌々年までは東京府立第十中学校（東京都立西高等学校の主な前身）が、1939年（昭和14年）から翌年までは東京府立青年学校教員養成所が置かれた。さらに、1940年（昭和15年）には東京府立第十五中学校（東京都立青山高等学校の主な前身）がここに開設された。
しかしながら、諸々の学校によって使われたこれら校舎・施設は、1945年（昭和20年）5月の東京大空襲によって焼失し、第十五中学校も被災により当地での教育が続けられなくなり、終戦後も当地に戻ることはなかった。
かつて学校があった青山北町アパートの青山通り側入り口付近には、東京府師範学校（東京府青山師範学校）の同窓生によって1972年（昭和47年）に建てられた記念碑が存在する。